# Copa de Campeones de la Concacaf 1975
La Copa de Campeones de 1975 fue la decimoprimera edición de la Copa de Campeones de la Concacaf, torneo de fútbol a nivel de clubes más importante de Norteamérica, Centroamérica y el Caribe. En la ronda final sólo participaron 3 equipos de 3 países diferentes. El torneo comenzó el 8 de junio de 1975 y culminó el 9 de marzo de 1976. Por primera vez participa un club canadiense: Serbian White Eagles.
El campeón fue el Atlético Español de México que derrotó en la final al Transvaal, con esto se convirtió en el primer —y único hasta la fecha— equipo en salir campeón en su única participación. Gracias a ello, disputó la Copa Interamericana 1975 frente a Independiente.

## Equipos participantes
En cursiva los equipos debutantes en el torneo.
| País                           | Equipo                                            |
| ------------------------------ | ------------------------------------------------- |
| México · 2 cupos               | Atlético Español FC CF Monterrey                  |
| Surinam 2 cupos                | SV Transvaal SV Robinhood                         |
| Costa Rica · 2 cupos           | Deportivo Saprissa CS Herediano                   |
| Guatemala · 2 cupos            | CSD Municipal Aurora FC                           |
| Honduras 2 cupos               | CD España CD Motagua                              |
| Haití 2 cupos                  | Violette AC Racing Club Haïtien                   |
| República Dominicana · 2 cupos | Deportivo Universidad Católica Montecarlo FC      |
| El Salvador · 2 cupos          | CD Negocios Internacionales CD Platense Municipal |
| Jamaica 1 cupo                 | Santos Kingston FC                                |
| Canadá · 1 cupo                | Serbian White Eagles FC                           |

## Zona Norteamericana

### Primera ronda
| 5 de julio de 1975 | Monterrey                   | 2:0 (1:0) | Serbian White Eagles | Estadio Universitario, Monterrey                       |                                                        |
|                    | Jiménez 33' · Sánchez 90+1' |           |                      | Asistencia: 18 000 espectadores Árbitro(s): Mile Wortf | Asistencia: 18 000 espectadores Árbitro(s): Mile Wortf |

| 13 de julio de 1975                                  | Serbian White Eagles | 1:1 (1:1) (Global 1:3) | Monterrey | CNE Stadium, Toronto                                      |                                                           |
|                                                      | Wareika 35'          |                        | Corbo 6'  | Asistencia: 2 500 espectadores Árbitro(s): Henry Landauer | Asistencia: 2 500 espectadores Árbitro(s): Henry Landauer |
| El partido terminó al minuto 67' debido a una pelea. |                      |                        |           |                                                           |                                                           |

### Segunda ronda
| 28 de septiembre de 1975 | Atlético Español   | 1:1 (0:1) | Monterrey    | Estadio Cuauhtémoc, Puebla de Zaragoza |                           |
|                          | Ramírez 66' (pen.) |           | González 11' | Árbitro(s): Jorge Narvaez              | Árbitro(s): Jorge Narvaez |

| 9 de octubre de 1975 | Monterrey | 0:1 (0:1) (Global 1:2) | Atlético Español | Estadio Tecnológico, Monterrey         |                                        |
|                      |           |                        | Urbina 26'       | Árbitro(s): Alfonso González Archundia | Árbitro(s): Alfonso González Archundia |

## Zona Centroamericana

### Primera ronda

#### Herediano - Motagua
| 4 de mayo de 1975 | Motagua                    | 2:1 (1:0) | Herediano    | Estadio Nacional, Tegucigalpa |                               |
|                   | Bernárdez 4' · Caetano 59' |           | Wanchope 69' | Árbitro(s): Carlos Luis Monge | Árbitro(s): Carlos Luis Monge |

| 15 de mayo de 1975 | Herediano                 | 2:0 (1:0) (Global 3:2) | Motagua | Estadio Eladio Rosabal Cordero, Heredia                           |                                                                   |
|                    | Montero 33' · Camacho 75' |                        |         | Asistencia: 3 942 espectadores Árbitro(s): Cecilio Midence Torres | Asistencia: 3 942 espectadores Árbitro(s): Cecilio Midence Torres |

#### Saprissa - España
| 8 de junio de 1975 | Saprissa                                             | 4:1 (2:1) | España    | Estadio Ricardo Saprissa, San José                       |                                                          |
|                    | Paniagua 21' (pen.), 60' · Jacques 35' · Santana 90' |           | Pavón 23' | Asistencia: 8 067 espectadores Árbitro(s): Rolando Mirón | Asistencia: 8 067 espectadores Árbitro(s): Rolando Mirón |

| 15 de junio de 1975 | España                 | 2:0 (2:0) (Global 3:4) | Saprissa | Estadio Francisco Morazán, San Pedro Sula |                           |
|                     | Ramírez 8' · Mejía 28' |                        |          | Árbitro(s): Rómulo Méndez                 | Árbitro(s): Rómulo Méndez |

#### Municipal - Negocios Internacionales
| 29 de junio de 1975 | Negocios Internacionales | 0:0 | Municipal | Estadio Flor Blanca, San Salvador |  |

| 6 de julio de 1975 | Municipal       | 2:1 (t. s.)(Global 2:1) | Negocios Internacionales | Estadio Mateo Flores, Ciudad de Guatemala |  |
|                    | Anderson ?', ?' |                         | Desconocido              |                                           |  |

#### Aurora - Platense Municipal
| 6 de julio de 1975 | Platense Municipal                | 4:3 | Aurora        | Estadio Flor Blanca, San Salvador |  |
|                    | Condomi ?', ?' · Guerrero · Payés |     | Desconocido/s |                                   |  |

| 9 de julio de 1975 | Aurora | 1:0 (Global 4:4 (v.)) | Platense Municipal | Estadio del Ejército, Ciudad de Guatemala |  |

### Segunda ronda

#### Saprissa - Herediano
| 31 de agosto de 1975 | Herediano | 0:2 (0:1) | Saprissa         | Estadio Eladio Rosabal Cordero, Heredia                 |                                                         |
|                      |           |           | Jacques 11', 88' | Asistencia: 3 594 espectadores Árbitro(s): Miguel Lépiz | Asistencia: 3 594 espectadores Árbitro(s): Miguel Lépiz |

| 10 de septiembre de 1975 | Saprissa    | 1:2 (0:0) (Global 3:2) | Herediano                  | Estadio Ricardo Saprissa, San José                            |                                                               |
|                          | Jiménez 59' |                        | Alvarado 56' · Camacho 71' | Asistencia: 2 984 espectadores Árbitro(s): Luis Alberto Rojas | Asistencia: 2 984 espectadores Árbitro(s): Luis Alberto Rojas |

#### Municipal - Aurora
| 14 de septiembre de 1975 | Municipal     | 2:1 | Aurora      | Estadio Mateo Flores, Ciudad de Guatemala |  |
|                          | Carías ?', ?' |     | Desconocido |                                           |  |

| 17 de septiembre de 1975 | Aurora | 1:0 (2:4 p.)(Global 2:2) | Municipal | Estadio Mateo Flores, Ciudad de Guatemala |  |

### Tercera ronda
| 5 de octubre de 1975 | Saprissa                 | 2:2 (2:1) | Municipal                 | Estadio Nacional, San José  |                             |
|                      | Jacques 37' · Solano 40' |           | McNish 32' · Anderson 58' | Árbitro(s): José Luis Rogel | Árbitro(s): José Luis Rogel |

| 12 de octubre de 1975 | Municipal                                                                 | 0:0 (5:6 p.)(Global 2:2)   | Saprissa                                                                 | Estadio Mateo Flores, Ciudad de Guatemala                      |  |
|                       |                                                                           |                            |                                                                          | Asistencia: 35 000 espectadores Árbitro(s): Desiderio Avendaño |  |
|                       |                                                                           | Tiros desde el punto penal |                                                                          |                                                                |  |
|                       | - Mitrovich - López - McNish - Monterroso - Rozzoto - Anderson - Carranza |                            | - Hernández - Jacques - Solano - Jiménez - Morales - Alvarado - González |                                                                |  |

## Zona del Caribe

### Primera ronda

#### Santos Kingston - Universidad Católica
| Equipo Local Ida | Resultado | Equipo Visitante Ida | Ida | Vuelta |
| ---------------- | --------- | -------------------- | --- | ------ |
| Santos Kingston  | w/o       | Universidad Católica | -   | -      |

- Universidad Católica fue descalificado por no pagar deudas a la Concacaf.

#### Robinhood - Racing Haïtien
| Equipo Local Ida | Resultado | Equipo Visitante Ida | Ida   | Vuelta       |
| ---------------- | --------- | -------------------- | ----- | ------------ |
| Racing Haïtien   | 3 - 3     | Robinhood            | 2 - 0 | 1 - 3 (pró.) |

- Racing Haïtien abandonó el torneo después del partido, por lo tanto, Robinhood califica.

#### Transvaal - Violette
| 30 de junio de 1975 | Transvaal                 | 2:2 (1:1) | Violette                 | Estadio Nacional, Paramaribo |  |
|                     | Vanenburg 25' · Cairo 61' |           | Bayne 40' · Broville 57' |                              |  |

| 20 de julio de 1975 | Violette | 4:0 | Transvaal | Estadio Sylvio Cator, Puerto Príncipe |  |
| El partido terminó en el minuto 70' por una lluvia torrencial. Posteriormente, la Concacaf descalificaría al Violette por usar a algunos jugadores no elegibles. |          |     |           |                                       |  |

### Segunda ronda

#### Transvaal - Santos Kingston
| 2 de noviembre de 1975 | Transvaal                                     | 4:1 | Santos Kingston        | Estadio Nacional, Paramaribo |  |
|                        | Pinas 30' · Vanenburg · Castillion · La Parra |     | Desconocido 62' (a.g.) |                              |  |

| 9 de noviembre de 1975 | Santos Kingston | 1:0 (Global 2:4) | Transvaal | Estadio Nacional, Kingston |  |
|                        | Campbell        |                  |           |                            |  |

#### Robinhood - Montecarlo
| Equipo Local Ida | Resultado | Equipo Visitante Ida | Ida | Vuelta |
| ---------------- | --------- | -------------------- | --- | ------ |
| Robinhood        | w/o       | Montecarlo           | -   | -      |

- Montecarlo fue descalificado por no pagar deudas a la Concacaf.

### Tercera ronda
| Equipo Local Ida | Resultado | Equipo Visitante Ida | Ida   | Vuelta |
| ---------------- | --------- | -------------------- | ----- | ------ |
| Transvaal        | 1 - 0     | Robinhood            | 1 - 0 | 0 - 0  |

## Ronda final
- Atlético Español
- Transvaal
- Saprissa

### Semifinal
| 18 de enero de 1976 | Saprissa     | 1:2 (1:1) | Atlético Español        | Estadio Ricardo Saprissa, San José                       |                                                          |
|                     | Barquero 44' |           | Ramírez 15' · Pardo 75' | Asistencia: 5 217 espectadores Árbitro(s): Rómulo Méndez | Asistencia: 5 217 espectadores Árbitro(s): Rómulo Méndez |

| 20 de enero de 1976 | Atlético Español | 2:1 (1:0) (Global 4:2) | Saprissa      | Estadio Ricardo Saprissa, San José                       |                                                          |
|                     | Brandon 31', 89' |                        | Hernández 90' | Asistencia: 4 300 espectadores Árbitro(s): Rómulo Méndez | Asistencia: 4 300 espectadores Árbitro(s): Rómulo Méndez |

### Final

#### Ida
| 7 de marzo de 1976 | Transvaal | 0:3 (0:2) | Atlético Español                          | Estadio Nacional, Paramaribo |  |
|                    |           | Reporte   | Borbolla 14' · Rodríguez 35' · Urbina 63' |                              |  |

#### Vuelta
| 9 de marzo de 1976 | Atlético Español           | 2:1 (1:1) (Global 5:1) | Transvaal    | Estadio Nacional, Paramaribo |  |
|                    | Ramírez 28' · Isiordia 83' | Reporte                | Vanenburg 8' |                              |  |

| Atlético Español Campeón 1.er título |